# 山東招金礦業
山東招金礦業（港交所：1818，簡稱山東招金或招金礦業）是一所於香港交易所上市的公司，主要股東是國有企業招金集團和紫金礦業，主要經營為中國山東省的黃金開採。2006年12月8日，山東招金礦業在香港交易所掛牌，首日股價升幅達26%。